# Исаково (Курганская область)
Исаково — деревня в Целинном муниципальном округе Курганской области России.

## География
Деревня находится на юго-западе Курганской области, в пределах юго-западной части Западно-Сибирской равнины, в лесостепной зоне, на расстоянии примерно 32 километров (по прямой) к юго-западу от села Целинного, административного центра округа. Абсолютная высота — 179 метров над уровнем моря.

### Климат
Климат характеризуется как резко континентальный, с холодной продолжительной малоснежной зимой и жарким сухим летом. Средняя продолжительность безморозного периода составляет 113 дней. Среднегодовое количество атмосферных осадков — 397мм.

## История
Основана в 1924 году. По данным на 1926 год хутор Исаково состоял из 17 хозяйств. В административном отношении входил в состав Рачеевского сельсовета Усть-Уйского района Челябинского округа Уральской области.

## Население
| 1989 | 2002 | 2010 |
| ---- | ---- | ---- |
| 87   | ↗96  | ↘11  |

По данным переписи 1926 года на хуторе проживало 98 человек (50 мужчин и 48 женщин), в том числе: украинцы составляли 100 % населения.

### Гендерный состав
По данным Всероссийской переписи населения 2010 года в гендерной структуре населения мужчины составляли 54,5 %, женщины — соответственно 45,5 %.

### Национальный состав
Согласно результатам Всероссийской переписи населения 2002 года, в национальной структуре населения русские составляли 48 %.
Согласно переписи населения 2010 года в селе проживают татары — 72,7% и казахи — 27,3%.